# Rexhep Qosja
Rexhep Qosja (ur. 25 czerwca 1936 w Vuthaju) – jugosłowiański i kosowski krytyk literacki, historyk literatury i pisarz.
W 1964 r. ukończył studia filologiczne na Uniwersytecie w Prisztinie. Studia podyplomowe odbywał na Uniwersytecie w Belgradzie. W 1971 r. obronił pracę doktorską "Asdreni – życie i twórczość". W latach 1972–1981 kierował Instytutem Albanologicznym na Uniwersytecie w Prisztinie. Od 1975 członek Akademii Nauk i Sztuk Kosowa. Autor esejów i artykułów krytyczno-literackich, m.in. dotyczących historii literatury albańskiej z okresu romantyzmu, powieści, dramatów, których głównych tematem jest historia Albanii, walki narodowościowe i problemy społeczne.
W 2013 został wyróżniony tytułem Honorowego Obywatela Gjirokastry.

## Najważniejsze utwory
- Dialogje me shkrimtarët (1968)
- Kritika letrare (1969)
- Asdreni (1972)
- Anatomie e kulturës (1976)
- Fjalor demokratik (1997)
- Nje dashuri te shtate faje (powieść)(2001)
- Prej letersise romantike deri te letersia moderne (2007)
- Nata eshte dita jone (2007)